# میکه ترپسترا
میکه ترپسترا (هلندی: Mike Terpstra؛ زادهٔ ۲۴ آوریل ۱۹۸۷) دوچرخه‌سوار اهل هلند است.
از باشگاه‌هایی که در آن رکاب زده‌است می‌توان به تیم دوچرخه‌سواری کوگا و تیم دوچرخه‌سواری رومپوت–ندرلانسه لوتری اشاره کرد.